# Böhmke
Die unbewohnte kleine Insel Böhmke liegt zwischen Nepperminer See und Balmer See im südöstlichen Teil des Achterwassers, das Usedom vom Festland trennt. Die Insel gehört zur Gemeinde Benz im Landkreis Vorpommern-Greifswald, Mecklenburg-Vorpommern.
Die annähernd ovale Insel ist 3,2 Hektar groß bei einer Nord-Süd-Ausdehnung von 270 Metern und einer Breite von 150 Metern in west-östlicher Richtung. Ihr höchster Punkt von 4,5 Meter über NN liegt im nördlichen Teil, wo auch einige Büsche wachsen. Die Südhälfte besteht aus sumpfigem Grasland.
Die Insel Böhmke liegt zusammen mit der benachbarten Insel Balmer Werder im 1967 eingerichteten Naturschutzgebiet Inseln Böhmke und Werder im Naturpark Insel Usedom.

## Nachweise
1. ↑  Geodatenviewer des Amtes für Geoinformation, Vermessungs- und Katasterwesen Mecklenburg-Vorpommern (Hinweise)
2. ↑  Naturschutzgebiet Insel Böhmke und Werder auf www.kreis-vg.de, abgerufen am 7. Juni 2019